# Nicholas Reeves
Carl Nicholas Reeves (28 de setembre de 1956), és un egiptòleg anglès, conservador associat de la fundació Lila Acheson Wallace al Departament d'Art Egipci del Metropolitan Museum of Art, Nova York.

## Antecedents
Especialista en història egípcia, Reeves es graduà (amb matrícula d'honor) en Història Antiga pel University College de Londres. Va obtenir un doctorat a la Universitat de Durham el 1984 per la seva tesi Studies in the Archaeology of the Valley of the Kings, with particular reference to tomb robbery and the caching of the royal mummies
Va ser elegit a la Societat d'Antiquaris de Londres en 1994, i membre honorari del Museu Oriental de la Universitat de Durham el 1996. Entre 1998 i 2004 va ser investigador honorari a l'Institut d'Arqueologia de la Universitat College de Londres, i en 2010/2011 becari del Fons Commemoratiu Sylvan C Coleman i Pamela Coleman al Departament d'Art Egipci, Museu Metropolità d'Art de Nova York.

## Museus
Reeves ha treballat en diverses tasques relacionades amb els museus i el patrimoni, incloent: conservador a l'antic Departament d'Antiguitats Egípcies del Museu Britànic (ha iniciat la classificació de les col·leccions egípcies al Regne Unit - ara un component important dels Museus, biblioteques i arxius de les bases de dades del Consell de Cornucòpia) (1984-1991), comissari de Henry Herbert, setè comte de Carnarvon al Castell de Highclere (1988-1998); Assessor de conservació d'antiguitats egípcies del Museu Freud, Londres 1986-2006); conservador honorari i director de col·leccions del llegat Denys Eyre Bower al Castell de Chiddingstone, Kent (1995-2002 i 2003-2007), i Conservador d'Art Egipci i clàssic a l'Eton College (2000-2010).

## Arqueologia
Entre 1998 i 2002, Reeves va treballar sobre el terreny com a Director de l'Amarna Royal Tombs Project a la Vall dels Reis d'Egipte, va la realització de quatre estacions de sondeig i excavació amb un equip internacional a la recerca de proves dels enterraments que falten de les dones de la cort d'Akhenaton. La primera excavació estratigràfica de la Vall que mai s'hagi intentat, entre les característiques assenyalades (durant el projecte d'investigació de radar del 2000) fou KV63, posteriorment excavada per Otto Schaden que llavors treballava per a la Universitat de Memphis.

## Altres
Reeves ha organitzat o estat íntimament involucrat en diverses exposicions importants d'art egipci, Clàssica i Oriental - al Museu Britànic de Londres, el Metropolitan Museum of Art de Nova York, el Rijksmuseum van Oudheden a Leiden, Roemer-und Pelizaeus-Museum a Hildesheim, el Centre Cultural Conde Duque a Madrid, el Musée des Arts Décoratifs a Bordeus, i diversos llocs a tot el Japó.
Ha organitzat dues conferències internacionals: After Tutankhamun: an International Conference on the Valley of the Kings (Castell de Highclere, 1990; i The Amarna Royal Tombs Project 1998-2001 (University College de Londres, 2001)..
Diversos documentals televisius dedicats a treball de Reeves s'han transmès per The Learning Channel (Nefertiti, Egypt's Mysterious Queen, 1999) i Tokyo Broadcasting System (TBS) (Missing Queen of the Sun, 2002).

## Publicacions
Reeves ha publicat nombrosos articles acadèmics i diversos llibres ben rebuts, entre ells:
- Valley of the Kings: The Decline of a Royal Necropolis
- The Complete Tutankhamun
- Howard Carter: Before Tutankhamun (amb John H. Taylor)
- The Complete Valley of the Kings (amb Richard H. Wilkinson)
- Ancient Egypt: The Great Discoveries
- Akhenaten: Egypt's False Prophet

Reeves és també coautor d'un llibre per a nens, titulat Into the Mummy's Tomb: The Real-life Discovery of Tutankhamun's Treasures.